# Javine Hylton
Javine Hylton (Londres, Inglaterra; 27 de diciembre de 1981), más conocida como Javine, es una cantante británica con varios éxitos en las listas de ventas de su país.
Durante dos años, desempeñó el papel de Nala en la producción británica de "El Rey León" en Londres. Participó en los cástines de "Popstars", una serie de televisión en la que jóvenes talentos eran seleccionados para formar parte de un grupo musical. Volvió a probar suerte en la segunda edición de dicho programa, ahora bajo el título a "Popstars - The Rivals". El formato de dicho concurso había sido ligeramente alterado para permitir la creación de dos grupos diferentes: uno femenino y otro masculino que, más tarde, deberían luchar entre ellos para conseguir el primer puesto en las listas de éxitos.
Tras haber sido seleccionada para esta segunda edición, se convirtió en una de las seis últimas concursantes para formar parte del grupo que más tarde recibiría el nombre de Girls Aloud. A pesar de no conseguir formar parte de dicha formación, comenzó una carrera en solitario.
A pesar de conseguir unas aceptables ventas con su sencillo "Real Things" (que alcanzó el puesto número cuatro en la lista de éxitos), en 2004 su contrato con su discográfica fue rescindido. Un año más tarde, resultaría ganadora en "Eurovision: Making Your Mind Up", la preselección británica para elegir a su representantes en el Festival de la Canción de Eurovisión. 
Representando a su país en el festival celebrado en Kiev, Ucrania, obtendría la posición número 22 con sólo dieciocho puntos (sólo superando a las representantes francesa y alemana).
Debido al pésimo resultado obtenido en el Festival de Eurovisión 2005 en Kiev, la discográfica dónde trabajaba, Island Records UK, decidió despedirla tras fracasar en Eurovisión y llegar con el sencillo "Touch My Fire" al #18 en UK la primera semana.
En el 2006 conoció al grupo de Música Dance Inglés Soul Avergenz, con el que publicará un sencillo en octubre del 2006. El sencillo se titula Don't Let The Morning Come y ha llegado al Número 49 en UK. Ahora está trabajando en su segundo disco que se espera que se publique en la primavera de 2008. Ya hemos podido escuchar gracias a su MySpace sus dos nuevas canciones: "Make You Mine" y "Down The Middle".

## Discografía

### Álbumes
- Surrender (2004) #73 UK
- TBA (2008)

### Sencillos
| Año  | Title                                                     | Chart Positions | Chart Positions | Chart Positions | Album                        |
| Año  | Title                                                     | UK              | IRL             | BEL             | Album                        |
| ---- | --------------------------------------------------------- | --------------- | --------------- | --------------- | ---------------------------- |
| 2003 | "Real Things"                                             | 4               | 23              | 44              | Surrender                    |
| 2003 | "Surrender (Your Love)"                                   | 15              | —               | —               | Surrender                    |
| 2004 | "Best Of My Love"                                         | 18              | 49              | —               | Surrender                    |
| 2004 | "Don't Walk Away/You've Got A Friend"                     | 16              | —               | —               | Surrender                    |
| 2005 | "Touch My Fire"                                           | 18              | 32              | —               | Eurovision Song Contest 2005 |
| 2006 | "Don't Let The Morning Come" (Soul Avengerz Feat. Javine) | 49              | —               | —               | Single-only                  |